# Metejoor (album)
Metejoor is het debuut-studioalbum van de Belgische zanger Metejoor. Het album kwam uit op 29 oktober 2021 met label Mostiko. Maar liefst acht singles van het album werden uitgebracht door de zanger. Twee singles daarvan 1 op een miljoen en Dit is wat mijn mama zei stonden op 1 in de Ultratop 50 Vlaanderen. Die laatste stond zelfs 3 weken aan kop. 
Eind 2022 werd het album genomineerd voor beste album op de MIA's, wat deze ook wist te verzilveren. Ook werden de singles 1 op een miljoen en Dit is wat mijn mama zei beide genomineerd voor een MIA in de categorie Hit van het jaar, maar geen van beide leverde een MIA op.

## Tracklist
| Nr. | Titel                                 | Duur |
| --- | ------------------------------------- | ---- |
| 1.  | Intro                                 | 2:43 |
| 2.  | Wie ga ik zijn                        | 3:28 |
| 3.  | Ze meent het                          | 3:02 |
| 4.  | Overal                                | 2:48 |
| 5.  | 1 op een miljoen (met Babet)          | 3:18 |
| 6.  | Rendez-vous (met Emma Heesters)       | 3:18 |
| 7.  | Waard                                 | 2:50 |
| 8.  | Niets zonder jou                      | 3:08 |
| 9.  | Handen in het haar                    | 2:27 |
| 10. | Noordpool                             | 3:06 |
| 11. | Dit is wat mijn mama zei              | 2:57 |
| 12. | Ik laat je nooit meer gaan            | 2:55 |
| 13. | Wachten                               | 3:35 |
| 14. | Horizontaal                           | 3:26 |
| 15. | Blij om jou te zien                   | 3:44 |
| 16. | Hoe kon ik zo dom zijn (met 5NAPBACK) | 3:31 |